# 根間洋一
根間 洋一（ねま ひろかず、1979年5月12日 - ）は、沖縄県出身のバスケットボール指導者、元プロバスケットボール選手である。選手としてのポジションはガード/フォワードであった。

## 経歴
北谷高校から法政大学を経て、2002年に横浜ギガキャッツに入団。オールジャパンベスト8に貢献した。
ギガキャッツが廃部となったため、2005年に福岡レッドファルコンズへ移籍したが、レッドファルコンズも消滅の憂き目に遭う。
2006年、富山グラウジーズにドラフト外で入団。主将に指名される。
2008年現役引退。アシスタントコーチに転じる。しかし2008-09シーズン途中で福島雅人ヘッドコーチが更迭されたため石橋貴俊がヘッドコーチに就任するまで代行として指揮を執った。
2010-11シーズンより滋賀レイクスターズアシスタントコーチ。2011年2月、石橋貴俊ヘッドコーチが解任されたため、ヘッドコーチ代行としてシーズン終了まで指揮を執った。2011-12シーズンはアラン・ウェストオーバーがヘッドコーチに就き、その下でアシスタントコーチを務めた。このシーズンを4位で終え、プレイオフカンファレンスセミファイナルまで導いた実績を評価され、ウェストオーバーと根間は2013-14シーズンまでの2年契約を結ぶに至った。しかし2012-13シーズン終了後、ウェストオーバーが母国オーストラリアに帰国するため退任することになり、それを受けて根間もチームを去った。
その後2013年8月に大阪エヴェッサのアシスタントコーチに就任することが発表されたが、2013-14シーズンが開幕する10月になっても契約締結には至らず、10月22日に大阪は契約合意が解除されたことを明らかにした。